# Harshad Chopda
Pour les articles homonymes, voir Chopda (homonymie).
Vous pouvez aider à l'améliorer ou bien discuter des problèmes sur sa page de discussion.
- Il ne cite pas suffisamment ses sources. Vous pouvez indiquer les passages à sourcer avec {{référence nécessaire}} ou {{Référence souhaitée}}, et inclure les références utiles en les liant aux notes de bas de page. (Marqué depuis avril 2024)
- Certaines informations devraient être mieux reliées aux sources mentionnées dans la bibliographie ou les liens externes. Améliorez sa vérifiabilité en les associant par des références. (Marqué depuis avril 2024)
- Son texte doit être wikifié : il ne correspond pas à la mise en forme Wikipédia (style, typographie, liens internes, liens entre les wikis, etc.). (Marqué depuis avril 2024)

- Archive Wikiwix
- Bing
- Cairn
- DuckDuckGo
- E. Universalis
- Gallica
- Google
- G. Books
- G. News
- G. Scholar
- Persée
- Qwant
- (zh) Baidu
- (ru) Yandex
- (wd) trouver des œuvres sur Wikidata

Harshad Chopda  est un acteur de télévision indien né le 17 mai 1983 connu pour son interprétation du capitaine Aditya Hooda dans la série Bepannah (en) et le Dr Abhimanyu Birla dans Yeh Rishta Kya Kehlata Hai.  Il a reçu quatre Indian Television Academy Awards, trois Indian Telly Awards et deux Asian Viewers Television Awards.

## Biographie
Chopda est né le 17 mai 1983 à Gondia, Maharashtra.  Il a terminé ses études à l'école Rabindranath Tagore de Gondia.  Il est ensuite diplômé en génie informatique du Modern College of Engineering de Pune.

## Carrière
Chopda a commencé sa carrière à la télévision en 2006 avec Mamta de Zee TV où il a joué Karan Srivastav.  De 2006 à 2007, il incarne le cadet Ali Baig dans l'émission Left Right Left de SAB TV.  Ensuite, il a rejoint Amber Dhara de Sony TV en tant qu'Akshat Mehra face à Kashmira Irani.

## Filmographie
| Années    | Titre                                  | Rôle                              | Ref(s) |
| --------- | -------------------------------------- | --------------------------------- | ------ |
| 2006      | Mamta                                  | Karan Srivastav                   |        |
| 2006–2007 | Left Right Left                        | Cadet Ali Baig                    | [ 1 ]  |
| 2007      | Amber Dhara                            | Akshat Mehra                      | [ 2 ]  |
| 2008–2010 | Kis Desh Mein Hai Meraa Dil            | Prem Juneja / Gaurav Sharma       | [ 3 ]  |
| 2008      | Kahaani Hamaaray Mahaabhaarat Ki       | Arjuna                            | [ 4 ]  |
| 2010–2011 | Tere Liye                              | Anurag Ganguly                    | [ 5 ]  |
| 2011–2012 | Dharampatni                            | Mohan Gala                        | [ 6 ]  |
| 2012      | Dil Se Di Dua... Saubhagyavati Bhava ? | Raghavendra "Raghav" Pratap Singh |        |
| 2014–2015 | Humsafars                              | Sahir Azeem Chaudhary             | [ 7 ]  |
| 2018      | Bepannah                               | Captain Aditya "Adi" Hooda        | ,      |
| 2021–2023 | Yeh Rishta Kya Kehlata Hai             | Dr. Abhimanyu "Abhi" Birla        | ,      |